# Semiothisa melanderi
Semiothisa melanderi är en fjärilsart som beskrevs av Sperry 1948. Semiothisa melanderi ingår i släktet Semiothisa och familjen mätare. Inga underarter finns listade i Catalogue of Life.